# Henry Mills Fuller
Henry Mills Fuller (* 3. Januar 1820 in Bethany, Wayne County, Pennsylvania; † 26. Dezember 1860 in Philadelphia, Pennsylvania) war ein US-amerikanischer Politiker. Zwischen 1851 und 1853 sowie nochmals von 1855 bis 1857 vertrat er den Bundesstaat Pennsylvania im US-Repräsentantenhaus.

## Werdegang
Henry Fuller erhielt eine gute Schulausbildung. Im Jahr 1839 absolvierte er das Princeton College. Nach einem anschließenden Jurastudium und seiner 1842 erfolgten Zulassung als Rechtsanwalt begann er in Wilkes-Barre in diesem Beruf zu arbeiten. Gleichzeitig schlug er als Mitglied der Whig Party eine politische Laufbahn ein. In den Jahren 1848 und 1849 war er Abgeordneter im Repräsentantenhaus von Pennsylvania.
Bei den Kongresswahlen des Jahres 1850 wurde Fuller im elften Wahlbezirk von Pennsylvania in das US-Repräsentantenhaus in Washington, D.C. gewählt, wo er am 4. März 1851 die Nachfolge von John Brisbin antrat. Da er im Jahr 1852 nicht bestätigt wurde, konnte er bis zum 3. März 1853 zunächst nur eine Legislaturperiode im Kongress absolvieren. Diese war von den Diskussionen um die Frage der Sklaverei überschattet. Im Jahr 1854 wurde Fuller als Kandidat der kurzlebigen Opposition Party im zwölften Distrikt seines Staates erneut in den Kongress gewählt, wo er zwischen dem 4. März 1855 und dem 3. März 1857 eine weitere Legislaturperiode verbringen konnte. Diese Zeit war von den Ereignissen im Vorfeld des Bürgerkrieges bestimmt.
Im Jahr 1856 verzichtete Henry Fuller auf eine weitere Kongresskandidatur. Nach seiner Zeit im US-Repräsentantenhaus praktizierte er wieder als Anwalt. Er starb am 26. Dezember 1860 in Philadelphia.